# Морски скатове
Морските скатове (Dasyatidae) са семейство хрущялни риби от разред Опашношипови (Myliobatiformes).
Таксонът е описан за пръв път от Дейвид Стар Джордан през 1888 година.

## Родове
Подсемейство Dasyatinae
- Bathytoshia
- Dasyatis – Морски котки
- Hemitrygon
- Hypanus
- Megatrygon
- Pteroplatytrygon
- Taeniurops
- Telatrygon

Подсемейство Hypolophinae
- Makararaja
- Pastinachus

Подсемейство Neotrygoninae
- Neotrygon
- Taeniura

Подсемейство Urogymninae
- Brevitrygon
- Fluvitrygon
- Fontitrygon
- Himantura
- Maculabatis
- Pateobatis
- Urogymnus